# Midtvintersblot
 (août 2011).
Si vous disposez d'ouvrages ou d'articles de référence ou si vous connaissez des sites web de qualité traitant du thème abordé ici, merci de compléter l'article en donnant les références utiles à sa vérifiabilité et en les liant à la section « Notes et références ».
Le Midtvintersblot était la journée du solstice d'hiver. Son origine remonterait au VIe siècle apr. J.-C. Ce fut le Noël des vikings jusqu'au Xe siècle, le roi Håkon Ier de Norvège serait à l'origine de l'unification du Noël chrétien et de la fête du Midtvintersblot (fête du milieu de l'hiver), où le lutin Julenisse distribuait des cadeaux.